# Miguel Ramos Corrada
Miguel Ramos Corrada fou un filòleg. Va néixer el 12 d'octubre de 1949 en Llerandi (municipi de Parres, Astúries, Espanya), però es va criar a Gijón, ciutat en la qual va morir el 20 d'agost de 2013.
Llicenciat en Filologia Romànica per la Universitat d'Oviedo el 1971, es va doctorar el 1983 amb una tesi sobre l'obra de Pepín de Pría. L'any següent el van nombrar acadèmic de l'Academia de la Llingua Asturiana (ALLA). Va ser vicepresident d'aquella institució (president els anys 2000 i 20001).
Va ser el director del centre de la UNED a Astúries des de 1984 i professor d'aquesta. Està reconegut com un expert en literatura asturiana i una autoritat en l'obra de Pepín de Pría.